# J. P. Tokoto
Jean-Pierre "J. P." Tokoto (nascido em 15 de setembro de 1993) é um basquetebolista profissional americano que jogou pela última vez para o Perth Wildcats da National Basketball League (NBL) australiana. Ele jogou basquete universitário pela Universidade da Carolina do Norte.

## Carreira no ensino médio
Nascido em Rockford, Illinois, Tokoto frequentou a Menomonee Falls High School, no sul de Wisconsin, onde ele teve uma média de 21,2 pontos, 13,2 rebotes, 3,2 roubos de bola e 2,1 assistências em seu primeiro ano, e de 24,6 pontos, 11,5 rebotes, 3,5 assistências e 2,6 roubos de bola em seu último, ganhando três vezes as honras de primeiro time all-state, marcou diversos recordes escolares, entre eles pontuação, rebotes e roubos de bola na carreira, e o recorde escolar de mais pontos em um único jogo, com 48 pontos contra a Catholic Memorial High School. Ele também ganhou as honras de Jogador do Ano da Greater Metro Conference em seu primeiro ano, e ganhou o concuros de enterradas da American Family Insurance de 2012, em Nova Orleans, em seu último.

## Carreira na universidade
Tokoto jogou três anos de basquete universitário para o North Carolina Tar Heels. Em seu primeiro ano, ele teve uma média de 8,3 pontos e 4,3 assistências por jogo e era conhecido por sua capacidade de efetuar enterradas e sua proeza defensiva. Ele entrou para o Draft da NBA de 2015 em 8 de abril de 2015, depois de sua primeira temporada.

## Carreira profissional

### Temporada 2015-16
Em 25 de junho de 2015, Tokoto foi selecionado como a 58ª escolha geral no Draft da NBA de 2015 pelo Philadelphia 76ers, e se juntou a eles para a Summer League da NBA de 2015. Em 27 de setembro de 2015, ele assinou um contrato de um ano, sem garantia de proposta, no valor de $525,000 com o 76ers. No entanto, ele foi dispensado pela equipe no dia 26 de outubro, depois de aparecer em cinco jogos da pré-temporada. No dia 30 de outubro, ele se juntou ao time afiliado ao 76ers da D-League, o Delaware 87ers. No dia seguinte, ele foi adquirido pelo Oklahoma City Blue em uma troca com o 87ers. Em 49 jogos para o Blue em 2015-16, ele teve uma média de 11,2 pontos, 4,1 rebotes, 2,1 assistências e 1,5 roubos de bola por jogo.

### Temporada 2016-17
Em julho de 2016, Tokoto se juntou ao New York Knicks para a Summer League da NBA de 2016. Ele assinou com o Knicks no dia 2 de agosto, mas foi dispensado no dia 21 de outubro depois de aparecer em três jogos da pré-temporada. No dia 25 de outubro, ele retornou para o Oklahoma City Blue, apenas para ser negociado com o Rio Grande Valley Vipers cinco dias mais tarde. Em 52 jogos para o Vipers em 2016-17, ele teve uma média de 11,7 pontos, 5,0 rebotes, 2,4 assistências e 2,1 roubos de bola por jogo.

### Temporada 2017-18
Em julho de 2017, Tokoto juntou-se ao Utah Jazz para a Summer League da NBA de 2017. Em 6 de setembro de 2017, ele assinou com o Perth Wildcats para a Temporada da NBL de 2017-18. Ele apareceu em todos os 30 jogos para o Wildcats em 2017-18, com média de 15,4 pontos, 6,0 rebotes, 2,8 assistências e 1,6 roubos de bola por jogo.

## Vida pessoal
Tokoto foi nomeado em homenagem a seu avô materno, Jean-Pierre Tokoto, que jogou futebol para a seleção de futebol de Camarões. Ele atuou em todos os três jogos para o Camarões na Copa do Mundo FIFA de 1982. A mãe de Tokoto, Laurence Tokoto Trimble, conheceu seu marido, Trevor Trimble, em Menomonee Falls, Wisconsin. O pai biológico de Tokoto o pai biológico é o ex-jogador da NBA Brian Oliver.